# Bernard Stiegler
Bernard Stiegler (Villebon-sur-Yvette 1 d'abril de 1952 - 6 d'agost de 2020) fou un filòsof francès, director de l'Institut de Recherche et Innovation del Centre Georges Pompidou i professor a la Université de Technologique de Compiègne. Dins una àmplia bibliografia, és autor de la monumental obra La technique et le temps, que planteja la relació de l'home amb els avenços tecnològics com a remei i perill a la vegada. Sota aquesta òptica, exposa com internet i el seu màrqueting impedeixen que l'usuari en limiti el consum. Ha estat director de programes del Collège International de Philosophie, director de la Unité de Recherche de Connaissances i director general adjunt de l'Institut National de l'Audiovisuel.